# Sciades elongatus
Sciades elongatus är en skalbaggsart som först beskrevs av J. Linsley Gressitt 1951.  Sciades elongatus ingår i släktet Sciades och familjen långhorningar. Inga underarter finns listade i Catalogue of Life.